# 松谷與二郎

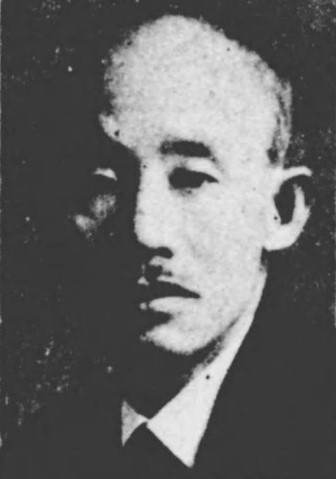
松谷與二郎

松谷 與二郎（略字表記「松谷与二郎」、まつたに よじろう、1880年6月4日 - 1937年3月17日）は、日本の政治家、衆議院議員、弁護士、社会活動家。

## 来歴・人物
石川県金沢市生まれ。1903年、明治法律学校卒業。
1914年に弁護士を開業し、虎の門事件で難波大助の国選弁護人を引き受けるなど、社会運動、小作争議の弁護活動に活躍する。
1926年、日本労農党創立に参加、全国大衆党、全国労農大衆党の顧問を務める。1930年、第17回衆議院議員総選挙において東京6区から日本大衆党の候補として出馬し、衆議院議員に初当選する。その後全国大衆党・全国労農大衆党を経て、1932年には社会大衆党の顧問に就く。しかし満州事変の評価をめぐって社大党と対立して離党し、以後新日本建設同盟・国民同盟・日本国家社会党を経て、1934年に勤労日本党総理となった。1937年3月16日、裁判所からの帰宅途中に麹町区西日比谷の路上でオートバイにはねられ、翌17日に死去。
作家としても知られ、「百年後の日本」などの小説を著した。
次女の松谷みよ子は児童文学者として知られた。また長女の宗武朝子は評論家、長男の松谷春男は漆芸家として活躍した。